# Сайид Ата Улла Шах Бухари
Сайид Ата Улла Шах Бухари[ударение?] (23 сентября 1892, Патна, Британская Индия, Британская Империя — 21 августа 1961, Мултан, Пакистан) — исламский богослов, а также религиозный и политический лидер. Один из основателей Меджлис-и-Ахрар-уль-Ислам. По мнению его биографа Ага Шуриша Кашмири, наибольшим вкладом Бухари является распространение антибританских настроений среди индийских мусульман.

## Биография
Родился в 1892 году в Британской Индии в городе Патна. Начальное религиозное образование получил в Гуджрате, благодаря отцу наизусть выучил Коран. В 1914 году переехал в Амритсар. Затем стал имамом небольшой мечети в Амритсаре, а также в течение следующих 40 лет изучал Коран. Среди его друзей были сторонниками социализма и коммунизма, но их идей Бухари не разделял.

### Религиозная и политическая карьера
В качестве политического деятеля впервые проявил себя в 1916 году. В своих речах рассказывал о страданиях людей и обещал, что их страдания прекратятся одновременно с окончанием британского правления в Индии. В 1921 году примкнул к индийскому национальному конгрессу и в качестве его члена произнёс речь, за которую был арестован. Был известен своими ораторскими способностями. Также писал стихи на фарси. В 1956 году была выпущена книга стихов, написанных Бухари, составленная его сыном.
Сайид Ата Улла Шах Бухари умер 21 августа 1961 года, был похоронен в пакистанском городе Мултан.